# Shirley Patterson
Shirley Patterson (26 de diciembre de 1922 – 4 de abril de 1995) fue una actriz estadounidense, cuya carrera transcurrió en el cine de serie B de las décadas de 1940 y 1950. 

## Resumen biográfico
Nacida en Winnipeg, Manitoba (Canadá), en algunas de sus películas aparecía bajo el nombre de Shawn Smith.
Patterson empezó su carrera artística tras participar en concursos de belleza en California en 1940. Se graduó en la Mar-Ken School de Sherman Oaks, Los Ángeles, y en 1941 firmó un contrato con Columbia Pictures. A lo largo de su trayectoria artística participó en un total de cuarenta filmes, en un serial cinematográfico y en unos pocos programas televisivos.
En 1943, en los quince capítulos del serial cinematográfico Batman, Patterson interpretó a la heroína. En 1944 intervino en The Vigilantes Ride, junto a Russell Hayden y Bob Wills. En 1946 trabajó con Eddie Dean y Roscoe Ates en el film Driftin River, trabajando de nuevo con ellos ese mismo año en Tumbleweed Trail. 
Dos de sus últimos filmes fueron las producciones de ciencia ficción Tierra desconocida (1957) y It! The Terror from Beyond Space (1958), en la cual trabajaba Ray Corrigan como el ser de otro mundo.
Shirley Patterson falleció en 1995 en Fort Lauderdale, Florida, tras una larga lucha contra el cáncer.